# Corte-Real

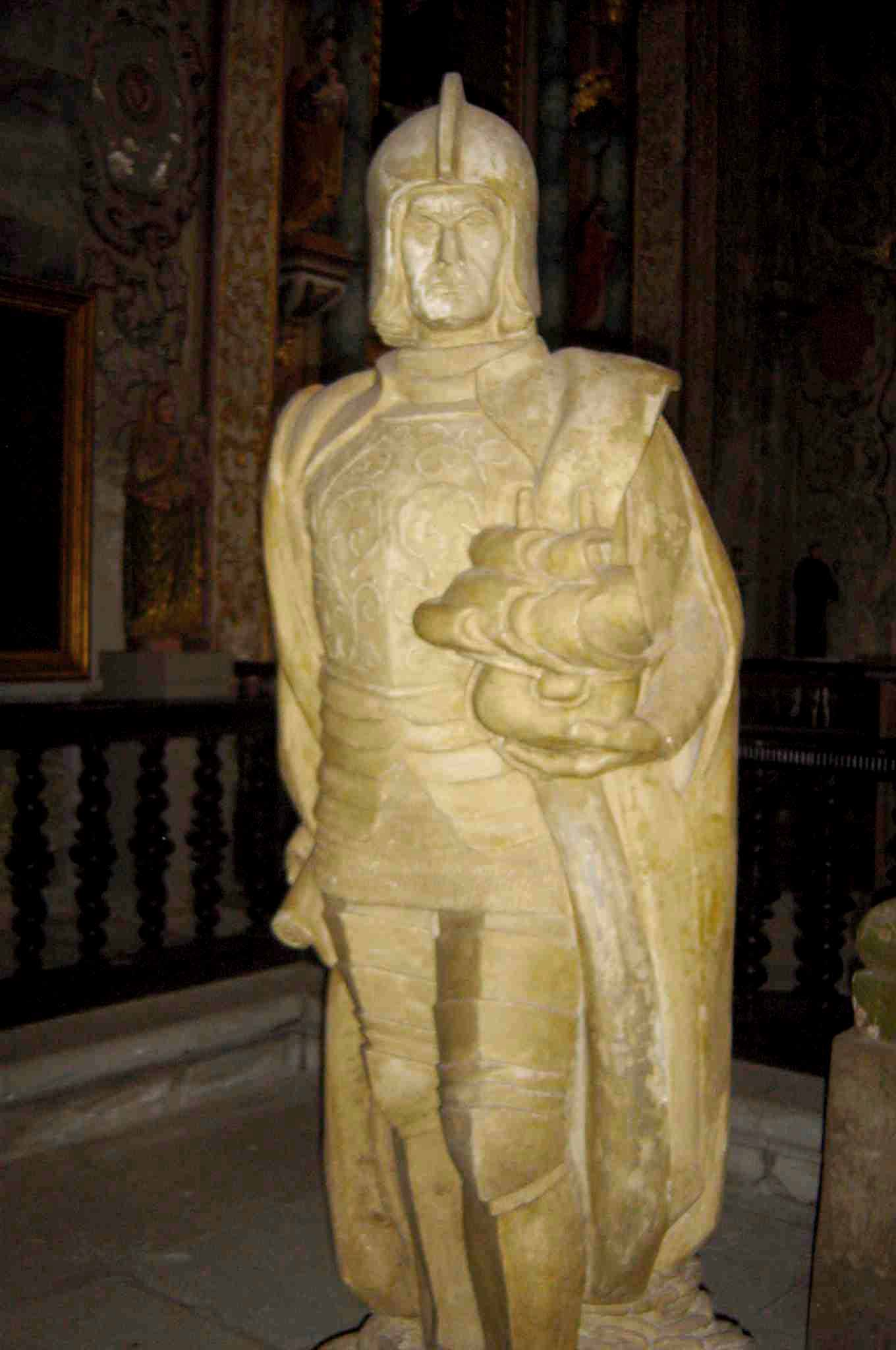
Estátua de João Vaz Corte Real que se encontra no Museu de Angra do Heroísmo, Convento de São Francisco, ilha Terceira, Açores

Côrte-Real, Corte-Real ou Corte Real é um apelido de família da onomástica da língua portuguesa com origem na família Costa, dado que os primeiros Corte Real foram filhos de D. Vasco Anes da Costa, que foi um Cavaleiro medieval do Reino de Portugal e homem honrado pela Casa Real na localidade de Tavira. Foi contemporâneo do rei D. João I de Portugal.

## Origens históricas
Este Vasco Anes da Costa foi pai de:
1. Vasco Anes Corte-Real (I)[2].
2. Gil Vaz da Costa
3. Afonso Vaz da Costa

O referido apelido usado por Vasco Anes foi transmitido não só à sua descendência como à do seu irmão Gil Vaz da Costa. 
Dos descendentes do primeiro Vasco Anes, que foram capitães-donatários da Ilha Terceira, saíram vários navegadores que participaram nas descobertas marítimas portuguesas, particularmente João Vaz Corte Real, que alcançou a Terra Nova  a partir da ilha Terceira, e dois dos seus filhos perderam-se ao tentarem navegar mais além.

## Brasãode Armas da família Corte Real

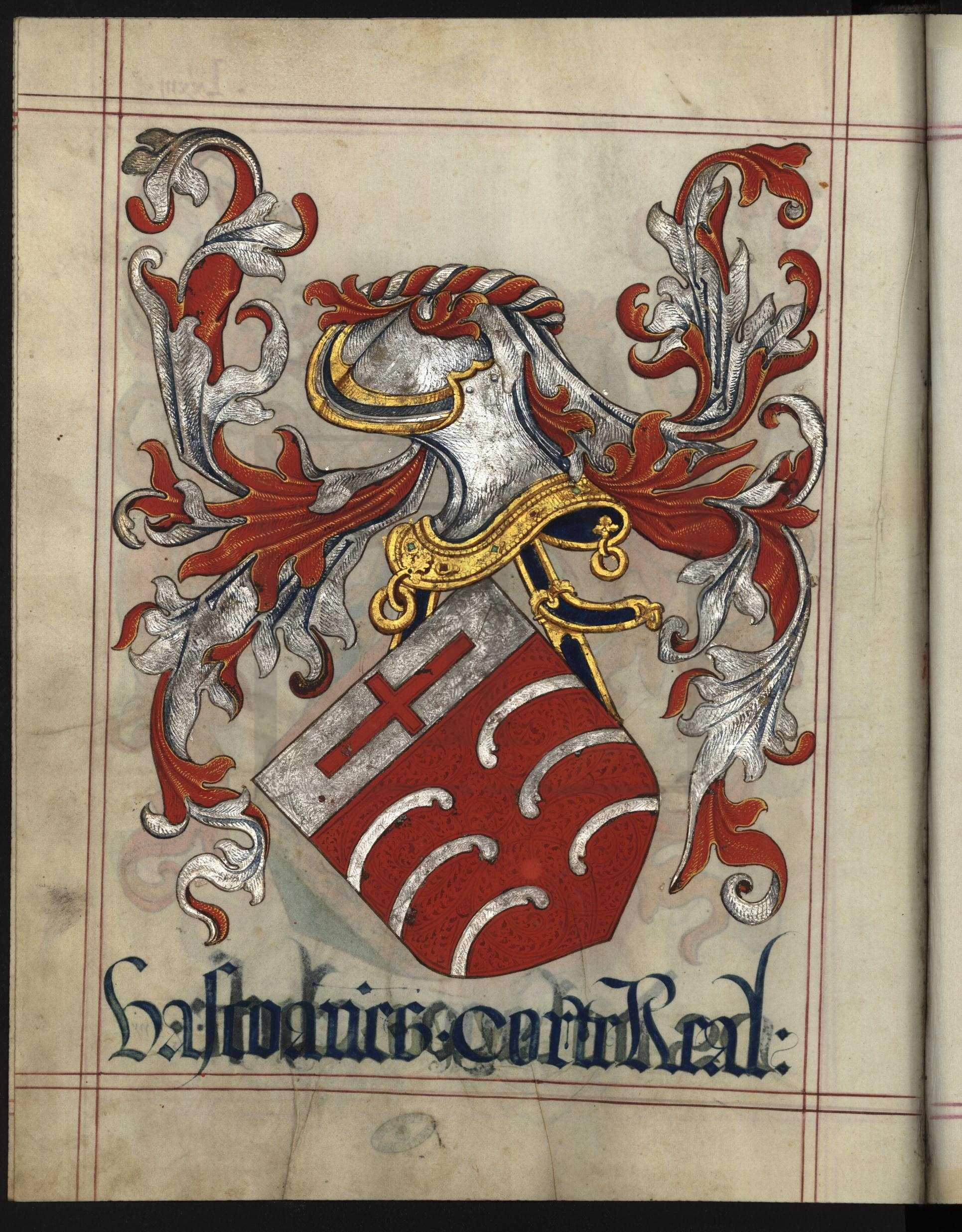
Armas de Vasco Anes Corte-Real (II), tal como aparecem no Livro do Armeiro-Mor (1509).

As armas usadas por estes Corte reais são as que o rei D. Afonso V de Portugal concedeu a Vasco Anes, que tem o brasão dos Costa como base, mais com o acrescentamento honroso de um chefe de São Jorge. E são compostas por:
De vermelho, seis costas de prata saintes dos flancos do escudo e em duas palas, chefe de prata, uma cruz de vermelho. Timbre: um braço armado de prata e guarnecido de ouro, com uma lança em riste de prata, hasteada de ouro, com uma flâmbula bifurcada de prata e carregada com a cruz do chefe do escudo.

## Navegadores
- João Vaz Corte Real - navegador português.
- Gaspar Corte Real - navegador português desaparecido no mar (filho do precedente).
- Miguel Corte Real - navegador português desaparecido no mar (irmão do precedente).
- Vasco Anes Corte Real (II)  - também navegador e irmão dos dois anteriores e herdou o título de alcaide de Tavira de avô e capitão de Angra do pai.

## Outras personalidades
- Alfredo Côrte-Real- Príncipe do Hawaii
- José Alberto Homem da Cunha Corte Real - Funcionário do MF em Angola
- Aleixo Corte-Real - herói timorense.
- Dita Côrte-Real - atriz brasileira
- Jerónimo Corte Real - poeta português do séc. XVI.
- Diogo de Mendonça Corte-Real - secretário-de-estado do rei João V (séc. XVIII).
- José de Almeida Corte Real - militar brasileiro que participou da Revolução Farroupilha.
- Renato Corte Real - ator brasileiro.
- Ricardo Corte Real - ator brasileiro.
- Roberto Corte-Real - (21/10/1918-18/10/1988) jornalista, radialista, produtor musical brasileiro[4][5]
- Rosária Corte-Real - ministra timorense.

## Outras
- NRP Corte-Real (F332), uma fragata da classe "Vasco da Gama" de Portugal.

## Ao longo dos séculos os Corte-Real foram
- Condes de Fijô
- Senhores da Casa da Lavandeira
- Senhores do Morgado de Vale de Palma
- Barões da Ponte da Quarteira
- Capitães da Ilha Terceira
- Grã-cruzes da Ordem da Torre e Espada
- Condes de Aveiras
- Senhores da Casa da Lama
- Senhores do Morgado dos Eças
- Condes de Subserra
- Condes de Lumiares
- Senhores de Mira
- Marqueses de Castelo Rodrigo
- Condes de Lumiares
- Alcaides de Tavira
- Marqueses de Vagos
- Familiares do Santo Ofício
- Capitães de Damão
- Viscondes de Bucelas
- Viscondes de Fijô
- Cavaleiros da Ordem de Cristo
- Capitães do Faial
- Governadores de Macau
- Fidalgos de Cota de Armas
- Senhores do Morgado de Silves